# Les Dames
Les Dames  est une série télévisée française en 9 épisodes de 105 minutes réalisés par Charlotte Brändström (épisode 1), puis par Philippe Venault (épisodes 2 et 4), Alexis Lecaye (épisodes 3, 5 et 6), Camille Bordes-Resnais (co-réalisatrice des épisodes 5 et 6) et Patrice Martineau (épisode 7) et Camille Bordes-Resnais (épisodes 8 et 9) d'après les romans d'Alexis Lecaye et diffusée à partir du 14 janvier 2011 sur France 2.

## Synopsis
Le commissaire Martin, chef de groupe à la brigade criminelle de la police judiciaire de Paris, tente d'élucider des meurtres commis sur des femmes avec l'aide de ses collègues telles son adjointe Jeannette ou Marie-Laure Bélier, commandant du laboratoire de l'identité judiciaire. Il vient souvent en aide à son ex-femme, Myriam Sonnen, à sa fille, Isabelle et à sa nouvelle compagne, Marion Delambre.

## Fiche technique
- Réalisation : Charlotte Brändström, Philippe Venault, Alexis Lecaye, Camille Bordes-Resnais et Patrice Martineau
- Scénario : Camille Bordes-Resnais et Alexis Lecaye d'après les romans d'Alexis Lecaye
- Production : Alexis Lecaye
- Pays : France

## Distribution
- Thierry Godard : commissaire Martin
- Sophie-Charlotte Husson : Marie-Laure Bélier
- Jean-Toussaint Bernard : Olivier Roche
- Charley Fouquet : Marion Delambre
- Valérie Decobert : Jeannette (épisodes 1 à 7)
- Anne Loiret : Dr Florence Ruben (épisodes 3 à 9)
- Muriel Combeau : Myriam Sonnen (6 épisodes)
- Clara Ponsot : Isabelle (5 épisodes)
- Gems Maréchal : Rodolphe (4 épisodes)
- Léna Lefèvre : Pauline (3 épisodes)
- Anouk Féral : Me Juliette Langmann (épisodes 7 et 9)
- Marilyne Canto : Roussel (épisodes 8 et 9)
- Micky Sébastian : Dr Laurette Weizman (épisodes 1 et 2)
- Guillaume Cramoisan : Roland Liéport (épisodes 3 et 7)
- Laurent Maurel : Paul Vigan (épisodes 3 et 7)
- Weronika Rosati : Magdalena (épisode 2)

## Épisodes
| Année | Titre                     | Réalisateur                             | Diffusion d'origine | Synopsis |
| ----- | ------------------------- | --------------------------------------- | ------------------- | --- |
| 2011  | Dame de cœur (96 min)     | Charlotte Brandström                    | 14 janvier 2011     | Martin, chef de groupe à la brigade criminelle, tente d'élucider le meurtre d'une jeune femme, tuée à l'arbalète, lorsqu'un deuxième crime similaire est commis. Alors que Martin commence à réunir des indices, Myriam, son ex-femme, lui demande d'enquêter sur une de ses employées, qu'elle pense être battue par son mari. Il refuse, d'autant qu'une information parue dans la presse met son enquête en danger... |
| 2011  | Dame de pique (103 min)   | Philippe Venault                        | 21 janvier 2011     | À Paris, sur un quai de Seine désert, une jeune femme abat le détective privé qui la suivait, puis récupère la balle. Elle se rend ensuite à son bureau et vole tous les dossiers en cours. D'autres meurtres se produisent sans lien apparent les uns avec les autres. À la PJ, Jeannette, qui remplace Martin toujours en arrêt de travail, lui demande de l'aider. Intrigué par cette affaire sans indice, le policier accepte. |
| 2012  | Dame de carreau (105 min) | Alexis Lecaye                           | 27 janvier 2012     | Six femmes ont disparu et une septième a été agressée. Aucun lien ne les relie en apparence, pourtant un meurtrier est dans la nature. |
| 2013  | Dame de trèfle (105 min)  | Philippe Venault                        | 11 janvier 2013     | Une jeune femme agonise sous un pont de Paris, baignant dans le sang d'un inconnu. Avant d'être agressée, elle a arrêté une automobiliste et lui a demandé de venir en aide à ses enfants. Mettant ses problèmes personnels de côté, Martin s'engage dans une course-poursuite contre un assassin qui en veut aux deux enfants livrés à eux-mêmes dans la ville. |
| 2013  | Dame de sang (105 min)    | Alexis Lecaye et Camille Bordes-Resnais | 18 janvier 2013     | Martin passe la nuit avec une femme qu'il ne connaît pas et à son réveil c'est la stupeur. Deux jours plus tard, au même endroit est retrouvé le corps d'une femme dont l'arme du crime provient de l'appartement de Martin. Ce dernier doit à tout prix trouver l'instigateur du coup monté. |
| 2014  | Dame d'atout (105 min)    | Alexis Lecaye et Camille Bordes-Resnais | 10 janvier 2014     | Une fillette a été violée avant d'être assassinée. Des empreintes orientent l'enquête vers un ancien voyou. |
| 2014  | Dame de cendres (105 min) | Patrice Martineau                       | 24 janvier 2014     | Le procès en appel de Paul Vigan, assassin multirécidiviste d'au moins six femmes à travers la France, toutes blondes, belles et diplômées, va s'ouvrir. Alors que Vigan est toujours emprisonné, une nouvelle femme, blonde, belle et diplômée, est retrouvée poignardée sur son lit. La culpabilité de Vigan est donc remise en cause. |
| 2015  | Dame de feu (105 min)     | Camille Bordes-Resnais                  | 11 décembre 2015    | Un mystérieux tueur abat froidement sept personnes dans un autobus parisien avant de disparaître. Roche et Bélier sont chargés d'apprendre à Martin que Marion Delambre, la mère de son fils, fait partie des victimes. Il s'agit en fait d'une méprise, Marion ayant prêté sa carte de presse à une collègue pendant qu'elle passait la soirée avec un homme. Martin est doublement furieux contre sa compagne qui le trompe puisque la proximité de Marion avec une des victimes le prive de l'enquête sur le tueur. Pendant ce temps, dans un pavillon cossu de banlieue, un adolescent désœuvré trompe l'ennui avec des jeux vidéo de guerre et entretient une liaison adultérine avec la mère de son meilleur ami. |
| 2015  | Dame de glace (105 min)   | Camille Bordes-Resnais                  | 18 décembre 2015    | Une jeune étudiante est retrouvée étranglée dans son logement. Mousseau, son bailleur, est très vite soupçonné par l'équipe de Martin à cause de son passé notoire de violeur récidiviste. Mais les preuves contre lui sont pratiquement inexistantes. Parallèlement, Marie-Laure Bélier a entamé une liaison sentimentale avec un confrère de l'Identité judiciaire. Elle ignore que cette fréquentation va déclencher une implacable jalousie qui fera basculer son existence et mettre sa vie en péril. |

## Anecdotes
Alexis Lecaye et Camille Bordes-Resnais ont adapté deux épisodes (Dame de trèfle et Dame de sang) du même roman, Dame de trèfle. Ils ont réitéré avec Dame d'atout et Dame de cendres adaptés du roman Dame d'atout, puis avec Dame de feu et Dame de glace adaptés du roman Dame de feu.

## Récompenses
- 2015 au Festival de la fiction TV de La Rochelle[1] : 
  - Meilleur scénario pour Camille Bordes-Resnais et Alexis Lecaye pour l'épisode Dame de feu
  - Prix jeune espoir masculin pour Baptiste Cosson dans l'épisode Dame de feu